# Formicomyia ovata
Formicomyia ovata är en tvåvingeart som beskrevs av Townsend 1916. Formicomyia ovata ingår i släktet Formicomyia och familjen parasitflugor. Inga underarter finns listade i Catalogue of Life.